# حوار اللغة
حوار اللغة: هو عمل للمفكر والفيلسوف الإسباني خوان دي فالديز، وعلى الرغم من تأليفه له في مدينة نابولي حوالي عام 1535، لم يُنشر إلا بحلول عام 1736 من قِبل جريجوريو مايانز، ولم يُحدد مؤلفه حتى القرن العشرين.

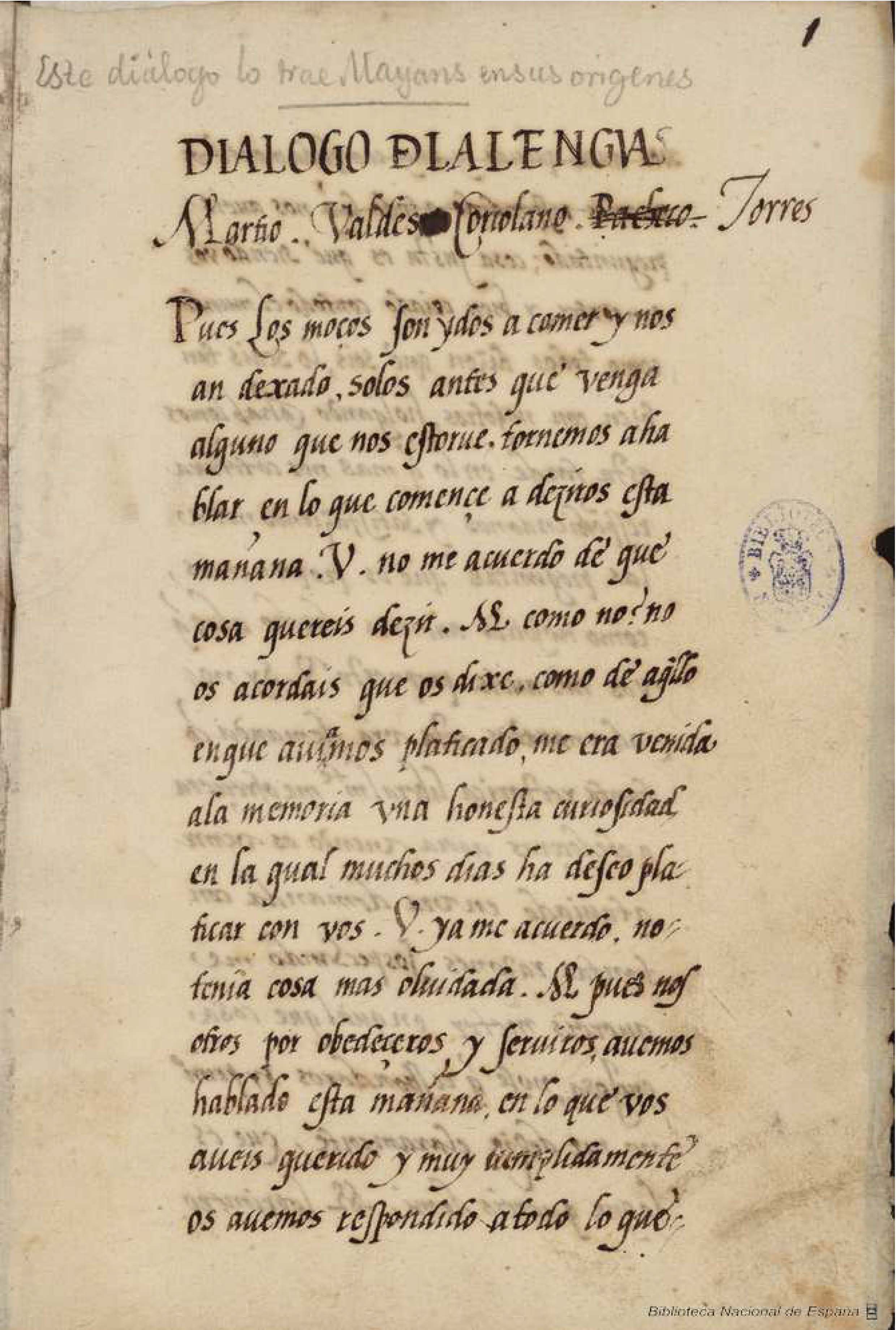
غلاف المخطوطة ، عمل محفوظ ضمن مكتبة إسبانيا الوطنية.

يكمن الإبداع الكبير لهذا الكتاب في وضعه اللغة الإسبانية مع كوكبة اللغات المرموقة، وخاصة اللاتينية.
يُدافع العمل عن دراسة النصوص باللغات الأصلية، بما ينسجم مع كلاسيكية عصر النهضة آنذاك، مع إعطاء اللغات الرومانيقيّة كينونتها الخاصة في الوقت ذاته، ولا سيما الإسبانية التي يتقنها خوان دي فالديز، ومن أجل ذلك، ينتقد أنطونيو نيبريخا، الذي تفاخر في كتابه النّحو القشتالي بطريقة لاتينية محضة.
بالنسبة لفالديز، لا توجد لغات ذات شأن أكبر من لغات أخرى، بل أن الإبداعات الأدبية وحدها من تعلي شأن لغة ما... لا تزال تلك الفكرة منتشرة عالمياً في عالم اللسانيات حتى يومنا هذا، ومع ذلك، أخذ على عاتقه مهمة إنشاء هذا العمل، ففي ذلك الوقت كان لا يزال يعتبرها ضعيفة.
أنشأ الكاتب هذا العمل على هيئة حوار، ودافع الإنسانيين عن هذا النوع من الأعمال باعتباره وسيلة تربوية، فيجيب من خلاله على التساؤلات المطروحة من قِبل ثلاثة محاورين إيطاليين حول خصوصيات اللغة الإسبانية.
إنه عمل أساسي لفهم النموذج الأدبي واللغوي الإيراسمي الذي يتّسم بمصداقيّة السّرد، وبساطة الأسلوب، ودقّته، بالإضافة لمحاكاة اللغة المنطوقة.
تُعد الملاحظات العديدة الواردة في ثنايا العمل وثيقة قيمة حول اللّغة الإسبانيّة الوسطى في القرون الذهبية، ولا سيما القرن السادس عشر، والتي تُظهر معايير المُتحدّثين المتعلمين وحساسيتهم.

## هيكل العمل:
أُنشأ العمل على شكل نقاش بين عدّة أشخاص، مع حوارات، لهذا السبب لا يستند العمل لمنظمة أكاديمية ذات منهجية.
نُظّم العمل وفق سلسة من الأسئلة المتعلقة بالمسائل اللغوية التي طرحها أصدقاؤه الإيطاليّون عليه، ومع ذلك فهو من النّاحية العمليّة دراسة حقيقيّة للّغة.
يصعب تحديد المشاركين في العمل بصورة دقيقة، لكن عديد النقاد أجزموا بأنهم أسقف كنيسة سان ماركو أرجنتانو سكاليا كوريولانو مارتيرانو، وباتشيكو، ومارسيو (إبن شقيق فالديس) وفالديز نفسه.
يتضمن العمل وجهات نظر حول جوانب لغوية ذات أهمية أكبر، وتشمل هذه الجوانب الصوتيات والقواعد والمفردات والأسلوب،
ويُقسم العمل لثمانية فصول:
1. أصل ومبدأ اللغات المحكية حالياً في إسبانيا وخصوصاً القشتالية.
2. القواعد (مجيبة على الكثير من الأسئلة حول اللكنة و اللفظ والإملاء).
3. اللفظ والإملاء.
4. البادئات.
5. العناصر المعجمية.
6. الأسلوب (مع مراجع نحوية).
7. نقد لأعمال أخرى ولمؤلفين آخرين.
8. مقارنة بين الإسبانية والإيطالية واللاتينية.

يعمد فالديز خلال العمل لإضافة أمثال إسبانية بشكل متكرر.

## أفكار هامة من العمل:
لايوجد فرق بالنسبة لفالديز بين اللغة المكتوبة واللغة المحكية وعليه يجب أن يُكتب الكلام كما يُقال.

فيقول فالديز:
ٌٌٌٌُُ" أملك أسلوب طبيعي فأكتب تماماً كما أتكلم بدون تعديل، وأنتقي مفرداتي بعناية حيث يلبي قلمي ما يَقصد لساني، وأقول المعنى بأبسط شكل فبالنسبة لي من غير المُستحب إجراء أي تعديل على أية لغة."
ويبيّن الكاتب أهمية اللغة الشعبية، فهو يبدي أهمية كبيرة للأمثال الشعبية، وتحدث عن الفرق بين تعلم لغة أم، وأخرى مدفونة، فيقول أن اللغة اللاتينية تصلح للأدب والفن أما القشتاليّة فتصلح للحياة اليومية.
يعتبر فالديس أن اللغة القشتالية لغة لاتينية، نبعت منها ومن ثم تطورت، ولم تكن اللغة اللاتينية وحدثا من أثرت بها فكان للغات ما قبل الرومانيقية أثر ملحوظ من قبل الجرمانيين والمغاربة والإغريق.

## المحتوى اللغوي:

### علم الصوتيّات:
يُعتبر علم الصوتيات فرع من فروع علم اللغة الذي يتضمن دراسة الأصوات وكيفية إخراجها، وعلى سبيل المثال يتناقش فالديس مع محاوريه في هذا العمل حول نطق بعض الصوتيات المصنفة كالسواكن الاحتكاكية، والسّواكن المزجية، والصّامتة والصّائتة، والسبب لوجود اختلافات في استخدامها، ومن هنا تمخّض السؤال التالي: ما سبب غياب الحرف(z) في عديد المواضع لفظاً وكتابة عند بعض الإسبان؟ يجيب فالديس "بالإمكان أن ينوب الحرف سهل النطق(s)عن الحرف صعب النطق(z)، دون أن يعطي معنى جديد، مثلاً: يضعون (haser) بدلاً من (hazer)، و(rasón) بدلاً من (razón) إلى ما هنالك...."

### القواعد:
لا يتضمن العمل قواعد نحويّة على وجه الخصوص، بل يقدّم سلسلة من الملاحظات، ويصور القواعد على أنها غير مكتملة.

### المُعجم:
يُمثل معجم اللغة عموماً مجموعة من الكلمات التي لها تمثيل فعلي في الحياة الواقعية، أما هنا فقسمها لكلِمات مُحتوى، وكلمات قواعدية، وهي الفكرة الأكثر تفصيلاً في العمل.
يعتبر فالديس أنّ العناصر المعجمية للغة الإسبانية مُستمدة من اللاتينية والعربية واليونانية، وكل منها أعطى شيئاً مُختلفاً، لكن اللاتينية أكثرها تأثيراً.

### الأسلوب:
الترتيب النحوي، والنهج اللاتيني، ووجود حرف الجر (a)، وأهمية النفي في اللغة الإسبانية.